# Harold Ford junior

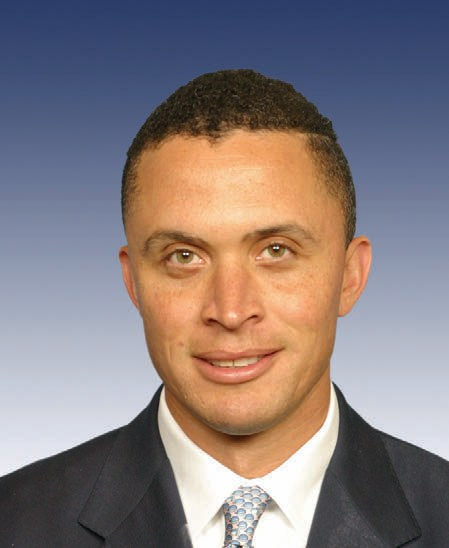
Harold Ford

Harold Eugene Ford, Jr. (* 11. Mai 1970 in Memphis, Tennessee) ist ein US-amerikanischer Politiker. Er saß von 1997 bis 2007 für die Demokratische Partei im Repräsentantenhaus der Vereinigten Staaten.

## Hintergrund
Harold Ford ist der Sohn von Harold Ford Sr., der nicht nur zu den einflussreichsten Politikern in Tennessee zählt, sondern auch den Sitz im Repräsentantenhaus quasi an seinen Sohn „vererbte“. Ford Jr. gehört innerhalb der Demokratischen Partei dem eher konservativen Flügel an, der auf eine verstärkte Zusammenarbeit mit den Republikanern setzt. Dazu gehören beispielsweise die New Democrat Coalition oder die Blue Dog Coalition.
Er studierte Rechtswissenschaften an der University of Pennsylvania und der University of Michigan. Danach war er Stabsmitarbeiter beim Haushaltsausschuss des Senats sowie Sonderassistent im US-Handelsministerium. Ford wurde 1996 erstmals im neunten Wahlbezirk von Tennessee in den Kongress gewählt und viermal im Amt bestätigt. 2006 verzichtete er auf eine erneute Kandidatur für das Repräsentantenhaus, um sich um einen Sitz im Senat zu bemühen. Diese Wahl verlor er gegen den republikanischen Kandidaten Bob Corker. Seit 2022 ist er ein rotierenden Moderator in der politischen Talkshow The Five bei dem konservativen Sender Fox News, wo er als liberale Stimme auftritt.